# Baile Chuinn Chétchathaig
 (novembre 2018).
Le Baile Chuind Chétchathaig est la plus ancienne liste d'Ard rí Érenn (« Haut rois ») irlandais connue.

## Forme
Le Baile Chuinn Chétchathaig (c'est-à-dire « La frénésie de Conn Aux cent Combats ») se présente comme un songe prophétique du roi mythique Conn Cétchathach qui lors d'une transe sacrée, après avoir bu « la bière de la souveraineté », évoque ses successeurs.
Cette énumération d'Ard ri Erenn est très différente des listes de souverains que l’on peut établir à partir des entrées des Annales d'Ulster ou des Annales des quatre maîtres qui sont des documents beaucoup plus tardifs.

## Interprétation
Le Baile Chuind Chétchathaig a d'abord été édité par le linguiste Rudolf Thurneysen qui a daté sa composition à environ 700 apr. J.-C. et qui a estimé qu'il a été inclus dans le manuscrit perdu Cin Dromma Snechtai. Thurneysen a ensuite révisé son premier jugement sur la base du contenu du poème, en supposant que « Glúnshalach » représentait le roi du Xe siècle Niall Glúndub. 
Plus tard, les éditeurs et les historiens ont généralement préféré la première estimation de Thurneysen, en considérant que l'œuvre avait été composée à l'époque de Fínnachta Fledach (mort en 695) qui est le dernier roi assez clairement identifiable.
Dans ses études récentes, l'historienne Edel Bhreathnach a suggéré que dans sa forme actuelle le poème date peut-être d'un peu plus tard. Alors que les rois qui suivent Fínsnechta étaient auparavant considérés comme de rois futurs fictifs, Edel Bhreathnach estime que ces données sont en fait historiques jusqu'au premier quart du VIIIe siècle et elle propose des hypothèses d'identifications de ses souverains. 
Si cette interprétation est correcte, on peut dater le poème comme d'environ 720 ou estimer qu'il a été complété vers cette époque.